# Inigo Jones
Inigo Jones o Íñigo Jones (pronunciación en inglés: /ˈɪnɨɡoʊ/; Smithfield, Londres, 15 de julio de 1573 - Londres, 2 de junio de 1652) fue el primer arquitecto británico importante de la época moderna, y el primero en emplear las reglas de proporción y simetría vitruvianas en sus edificios. Dejó su huella en Londres en edificios singulares, como la Banqueting House, Whitehall, y en la zona diseñada para la plaza de Covent Garden, que se convirtió en un modelo para los futuros desarrollos en el West End. Como diseñador teatral para varias docenas de mascaradas, la mayoría por encargos reales y muchas en colaboración con Ben Jonson, hizo importantes contribuciones a la escenografía.
Su obra supuso una gran influencia en los arquitectos del siglo XVIII, en especial para el palladianismo inglés.

## Biografía

### Vida y carrera tempranas

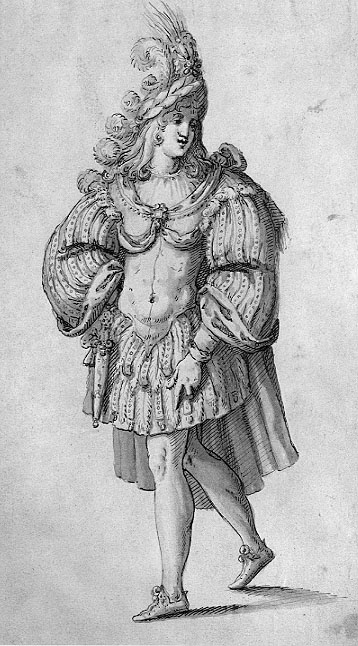
Vestuario para un caballero, para una mascarada, diseñado por Inigo Jones

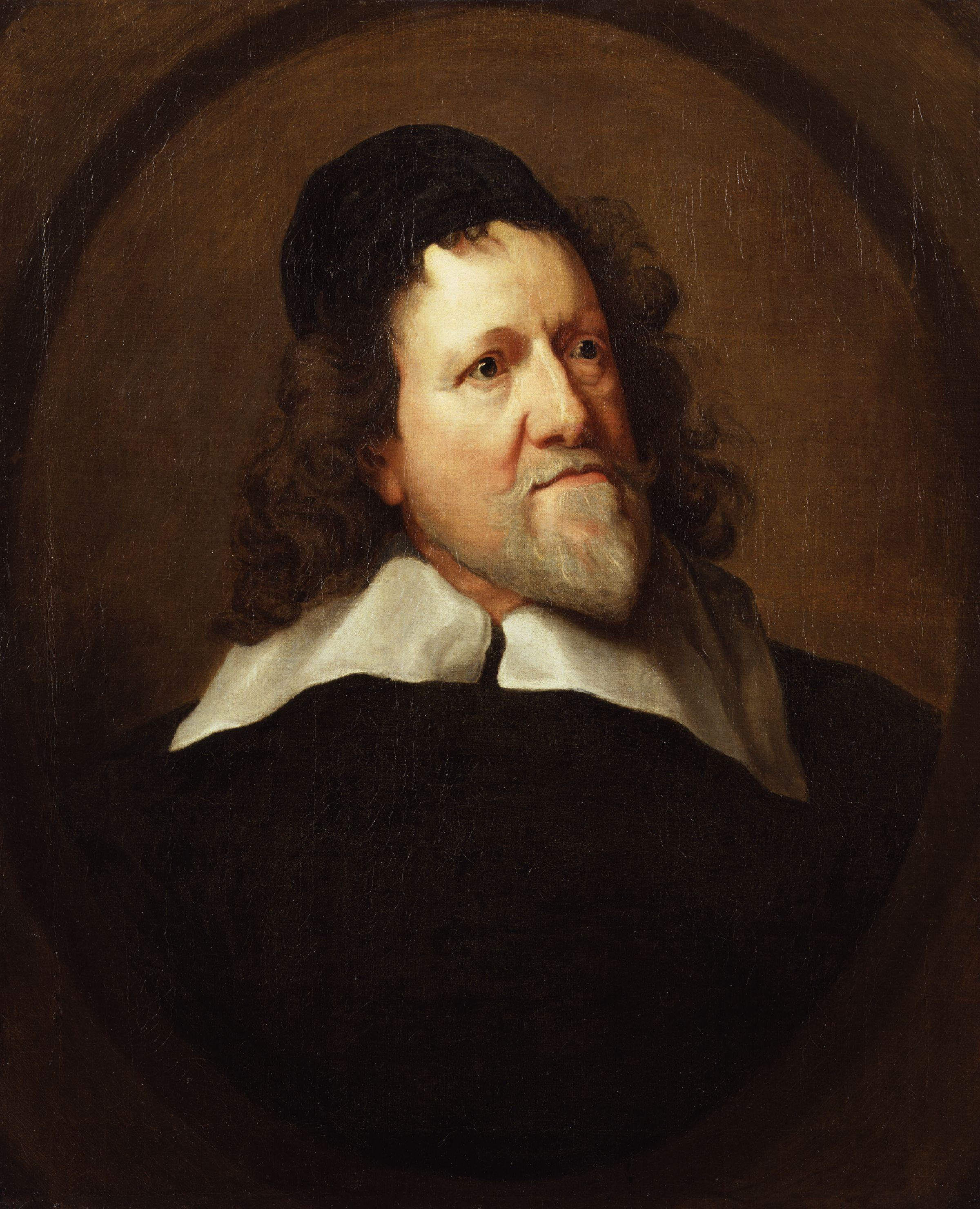
Inigo Jones, de Anthony Van Dyck

Poco se sabe sobre los primeros años de Jones, salvo que nació en el barrio londinense de Smithfield, hijo de Íñigo Jones, un trabajador de paño católico de Gales, y que fue bautizado en la iglesia de St. Bartholomew-the-Less.  No se acercó a la profesión de arquitecto en la forma tradicional, es decir, a partir de un oficio o mediante la adscripción temprana a la Oficina de Obras (Office of Works), aunque hay evidencia de que sir Christopher Wren tuvo constancia de que Jones había sido aprendiz de carpintero en el cementerio de San Pablo. Jones aparece mencionado en las cuentas de la casa del duque de Rutland en 1603 como «Henygo Jones, a picture maker».[cita requerida]
A Jones se le atribuye la introducción de los paisajes móviles y del arco del proscenio en el teatro inglés. Entre 1605 y 1640, fue el responsable de la puesta en escena de más de 500 representaciones, colaborando con Ben Jonson durante muchos años, a pesar de la tensa relación entre ellos por cuestiones de competencia y celos: los dos tenían conocidos argumentos acerca de si la escenografía o la literatura eran lo más importante en el teatro. (Jonson ridiculizó varias veces a Jones en alguna de sus obras escritas a lo largo de dos décadas.) Se conservan más de 450 dibujos de su mano de escenografías y vestuario, que dan prueba del virtuosismo que Jones tenía como dibujante y de su comprensión del conjunto del diseño italiano, en particular el de Alfonso y Giulio Parigi. En esa época no existía la concepción de tal dibujo en Inglaterra, a pesar de que durante unos cien años había sido un medio utilizado por pintores, escultores y arquitectos italianos.
En esos mismos años Jones aprendió a hablar italiano con fluidez y obtuvo una copia italiana de la obra de Andrea Palladio I quattro libri dell'architettura [Los cuatro libros de la arquitectura] (publicado por primera vez en 1570). Todo indica que Jones habría hecho su primer viaje formativo a Italia entre 1598 y 1603, posiblemente financiado por el Roger Manners, 5° duque de Rutland. El conjunto de dibujos de escenografías y vestuario revelan un interesante desarrollo en el dibujo de Jones entre 1605 y 1609 que en un principio no muestra «ningún conocimiento de dibujo del Renacimiento» y luego, en 1609, ya exhibe una «consumada manera italianizante». Esto podría ser una evidencia de una nueva visita a Italia, alrededor del año 1606, Influenciada por el embajador Henry Wotton, a través de quien Jones había adquirido una copia de las obras de Andrea Palladio con marginalia que hacen referencia a Wotton (según lo referido por el propio Wotton en el estudio Wotton And His Worlds Archivado el 16 de julio de 2012 en Wayback Machine. de 2004 de Gerald Curzon). Esos viajes, junto al interés por esos tratados, pueden ser el interés de Jones en Palladio, interés central en la concepción de sus propias obras. En menor medida, Jones también sostenía que el diseño de edificios debía guiarse por los principios descritos por primera vez por el antiguo escritor romano Vitruvio.

### Arquitecto
La primera obra arquitectónica de Jones de la que hay constancia es su monumento a Lady Cotton, de alrededor de 1608, que ya muestra las primeras señales de sus intenciones clasicizantes. Por esa época, Jones realizó dibujos para el New Exchange in the Strand y para la torre central de la catedral de San Pablo, mostrando una similar falta de experiencia práctica arquitectónica y un manejo inmaduro de los temas a partir de fuentes como Palladio, Serlio y Sangallo. En 1609, después de haber acompañado quizás por Francia al hijo de Lord Salisbury y su futuro heredero, el vizconde Cranborne, Inigo Jones aparece como consultor de arquitectura en Hatfield House, haciendo pequeñas modificaciones en el diseño a medida que el proyecto avanzaba. En 1610, Jones fue nombrado inspector (Surveyor) de Henry Frederick, príncipe de Gales, y en ese cargo ideó una mascarada y estuvo posiblemente implicado en algunas modificaciones en el palacio de St. James. El 27 de abril de 1613, Jones fue nombrado para el puesto de Inspector de Obras del Rey (Surveyor of the King’s Works), y poco después se embarcó en una nueva gira por Italia (1613-1614), acompañando a Thomas Howard, duque de Arundel, que se convirtió en uno de los clientes más importantes de la historia del arte inglés. En ese viaje, Jones pudo conocer la arquitectura de Roma, Padua, Florencia, Vicenza, Génova y Venecia, entre otras ciudades que visitaron. Su cuaderno de bocetos se conserva y muestra su preocupación por artistas como Parmigianino y Schiavone. Igualmente se sabe que se habría reunido con Vicenzo Scamozzi. Su copia anotada de los Quattro libri dell' architecttura de Palladio también manifiesta su gran interés en la arquitectura clásica: Jones dio prioridad a la antigüedad romana en lugar de a la observación de las obras contemporáneas que estonces estaban construyéndose en el país. Fue probablemente el primer inglés que estudió esos restos romanos de primera mano, y eso fue clave para la nueva arquitectura que Inigo Jones introduciría luego en Inglaterra.[cita requerida]

### Agrimensor real
En septiembre de 1615, Jones fue nombrado «Inspector General de las Obras del Rey» (Surveyor-General of the King’s Works), marcando seriamente el inicio de la carrera de Jones. Afortunadamente, tanto James I como Carlos I fueron reyes que gastaron pródigamente en sus edificios, lo que contrastaba enormemente con la económica corte de Isabel I. Como agrimensor real, Jones construyó algunos de sus edificios principales en Londres. En 1616, comenzó a trabajar en la Queen's House (casa de la Reina), en Greenwich, para la esposa de Jaime I, Anne. Con los cimientos hechos y la primera planta construida, el trabajo se detuvo repentinamente cuando Anne murió en 1619. Las obras se reanudaron en 1629, pero esta vez para la esposa de Carlos I, la reina Henrietta Maria. El palacio fue terminado en 1635 y fue el primer edificio estrictamente clásico en Inglaterra, empleando las ideas que se encuentran en las obras de Palladio y en la arquitectura de la antigua Roma. Es la obra de Inigo Jones más antigua que se conserva.
Luego, entre 1619 y 1622, construyó la Banqueting House (casa de Banquetes) en el palacio de Whitehall, como parte de la modernización de ese palacio londinense, un diseño derivado de los edificios de Scamozzi y Palladio y con un techo pintado por Peter Paul Rubens. La Banqueting House fue uno de los varios proyectos en los que Jones trabajó con su asistente personal y sobrino político John Webb.

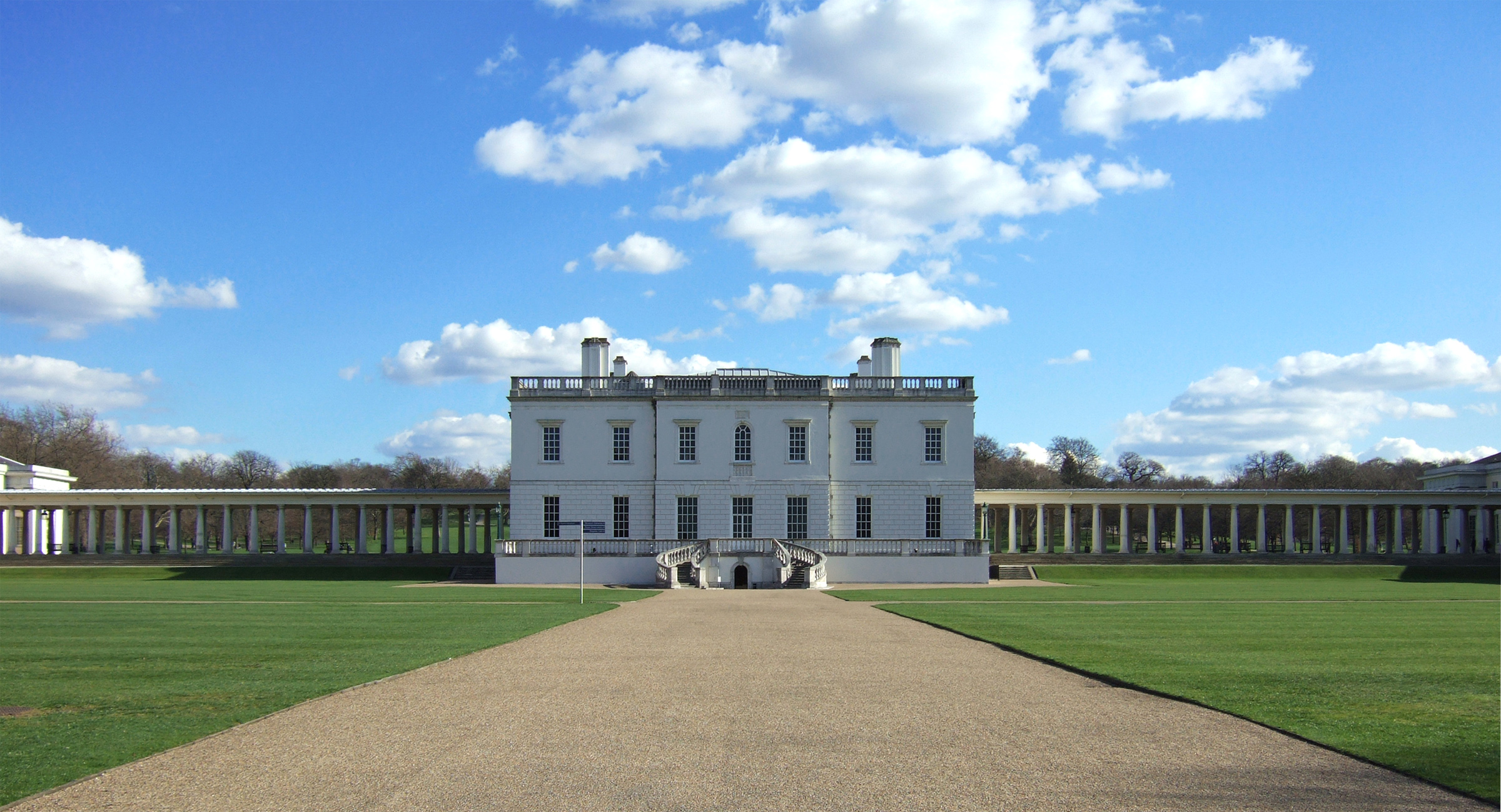
The Queen's House en Greenwich

La capilla de la Reina, en el palacio San de James, fue construida entre 1623-1627 por Carlos I para su esposa católica, Henrietta Maria (hecho que levantó las sospechas del sector protestante de la corte). Partes del diseño se originan en el Panteón de la antigua Roma, y Jones evidentemente aprovechó la iglesia para evocar el templo romano. Esos edificios muestran ya el buen hacer de un arquitecto maduro con una confiada comprensión de los principios clásicos y una comprensión intelectual de la forma de llevarlos a la práctica.
El otro gran proyecto en el que Jones participó fue el diseño de la plaza de Covent Garden. Fue encargado por el IV conde de Bedford para construir una plaza residencial, lo que hizo siguiendo las líneas de las piazzas italianas, en especial la de Livorno. El aristócrata se sintió obligado a proveer a la plaza de una iglesia y advirtió a Jones que quería economizar. Le pidió que simplemente erigiese un almacén, y la respuesta de Jones, muy citada,  fue que su señoría tendría «el almacén  más elegante de Europa» ("the finest barn in Europe"). En el diseño de San Pablo, Jones fielmente se adhirió al diseño de Vitruvio de un templo de la Toscana, siendo la primera iglesia en su totalidad y auténticamente clásica construida en Inglaterra. El interior de Covent Garden quedó destruido por un incendio en 1795, pero el exterior se mantiene tal como Jones lo diseñó, dominando el lado oeste de la plaza.
Otro gran proyecto que emprendió Jones fue la reparación y remodelación de la catedral de San Pablo (Londres). Entre los años 1634 y 1642, Jones luchó con el goticismo en ruinas de la antigua catedral de San Pablo, envolviéndo la vieja iglesia conn una mampostería clásica y rediseñando totalmente la fachada oeste. Jones incorporó los rollos gigantes de Vignola y della Porta de la Iglesia del Gesù con un pórtico corintio gigante, el más grande de su tipo al norte de los Alpes. Esa obra fue destruida en el Gran Incendio de Londres en 1666. También en esa época,  alrededor de 1638, Jones realizó dibujos para rediseñar por completo el palacio de Whitehall, pero su ejecución  se vio frustrada por las dificultades financieras y políticas de Carlos I.[cita requerida]
Más de 1000 edificios se han atribuido a Jones, pero solo un pequeño número es sin duda obra suya. En la década de 1630, Jones estuvo muy solicitado y, como agrimensor real, sus servicios sólo estaban disponibles para un círculo muy limitado de personas, por lo que a menudo los proyectos fueron encargados a otros miembros de la Oficina de Obras. El parque Stoke Bruerne, en Northamptonshire, fue construido por sir Francis Crane, «recibiendo la asistencia de Inigo Jones», entre 1629 y 1635. También se cree que Jones habría participado en otra casa de campo, esta vez en Wiltshire. La Wilton House fue renovada desde alrededor de 1630 en adelante, a veces trabajando según la dirección de Jones, a continuación, transmitida a Isaac de Caus cuando Jones estaba demasiado ocupado con su clientela real. Regresó en 1646 con su estudiante John Webb, para tratar de completar el proyecto. Entre los arquitectos equivalentes contemporáneos figuran sir Balthazar Gerbier y Nicholas Stone. [cita requerida]

### Últimos años
Su plena dedicación terminó efectivamente con el estallido de la Guerra Civil Inglesa en 1642 y la toma del Palacio Real e incautación de las casas del Rey en 1643. Su propiedad le fue devuelta más tarde (ca. 1646), pero Jones acabó sus días soltero, viviendo en Somerset House. Estuvo estrechamente involucrado en el diseño de Coleshill, en Berkshire, para la familia Pratt, que visitó con el joven aprendiz de arquitecto Roger Pratt, para fijar un nuevo sitio para la mansión propuesta. Murió el 21 de junio de 1652 y posteriormente fue enterrado con sus padres en la iglesia galesa de St. Benet, en Londres. John Denham y después Christopher Wren le sucedieron en el cargo de agrimensor de obras del rey. Se le dedicó un monumento que también fue destruido en el gran incendio de 1666.

## Legado
Jones ejerció una destacada influencia en una serie de arquitectos del siglo XVIII, especialmente en Lord Burlington y en William Kent. Hay una carretera Inigo Jones Road (Inigo Jones Road) en Charlton, al sureste de Londres (SE7). Un puente en Llanrwst, Gales del Norte, llamado "Pont Fawr" también se conoce localmente como "Pont Inigo Jones" (usando pont y no bridge). También se dice que habría sido el responsable del documento masónico llamado «The Inigo Jones Manuscript» (el manuscrito de Inigo Jones) de alrededor de 1607, un documento de los Antiguos Cargos de la Francmasonería.

### Lista de obras arquitectónicas
- ca. 1608: proyecto para completar la torre central de la antigua catedral de San Pablo de Londres, no realizado;
- ca. 1608: proyecto para el New Exchange in the Strand, Londres, no realizado;
- 1616-1619: Queen's House, Greenwich, trabajo suspendido a la muerte de Ana de Dinamarca que fue completado después (1630-1635) para Henrietta Maria];
- 1617: proyecto para el edificio de la Star Chamber, no realizado;
- 1617: portada en el Palacio Oatlands, ahora en Chiswick House;
- 1618: portada en la Arundel House, demolida;
- 1619-1622: Banqueting House, en Whitehall;
- 1619: alojamiento del Príncipe en Newmarket para Henry Frederick, príncipe de Gales, demolido;
- 1623-1627: Queen's Chapel, junto al palacio de St. James, para Enriqueta María;
- 1625: Fort Amsterdam; la Compañía Neerlandesa de las Indias Orientales solicitó a Jones el diseño de una fortificación de piedra en el río Hudson, que hizo, pero el fuerte fue construido (por Cryn Fredericks) en madera y fue derribado en 1790;
- 1629: Teatro Cockpit en el palacio de Whitehall demolido;
- ca. 1629-1635: pabellones del parque Stoke, Northamptonshire, atribuido;
- 1630-1635: capilla de la Somerset House, demolida;
- 1631-1637: Covent Garden, Londres, casas en el lado norte y en el este, así como la iglesia de St Paul's, Covent Garden en el oeste; solo sobrevive la iglesia;
- 1634-1642: antigua catedral de San Pablo, nueva fachada oeste y remodelación de la nave y transepto, destruida en el Gran Incendio de Londres;
- 1636-1640: Wilton House, Wiltshire interior, quemado ca. 1647, reconstruido según los diseños de John Webb; (1648)
- Años 1630: sir Peter Killigrew's House, Blackfriars, London, no se sabe si se construyó;
- c. 1637-1639: Palacio de Whitehall, diversos proyectos para la reconstrucción completa del palacio;
- 1638: Lord Maltravers's House, Lothbury, Londres, si se construyó fue destruida en el Gran Incendio de Londres;
- 1638: Temple Bar (Londres), diseño de arco triunfal, no realizado;
- ca. 1638: pantalla en la catedral de Winchester, demolida;
- ca. 1638: proyecto de una fila de casas en Lothbury para Thomas Howard, 21st Earl of Arundel, destruida en el Gran Incendio de Londres;
- ca. 1638-1640: en Lindsey House, Lincoln's Inn Fields ahora los números 59 & 60, atribuida;[12]
- ?: Milton Manor House, Milton, Abingdon, Oxfordshire;
- ca. 1660: Coleshill House, Berkshire (diseñada probablemente por Jones y realizada posteriormente por Roger Pratt);

## Galería de imágenes

Banqueting House
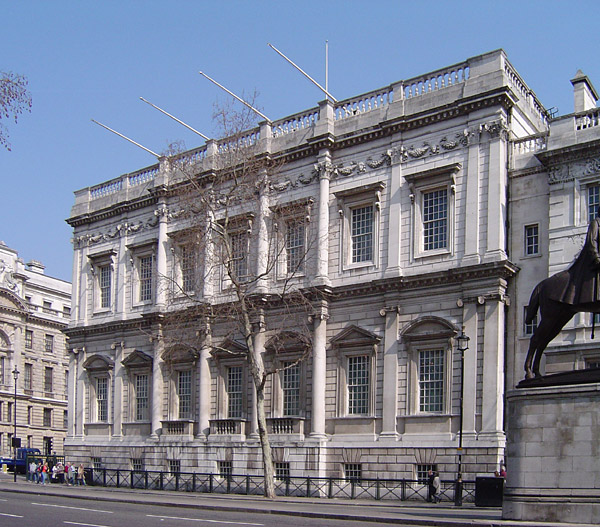
Vista de la fachada
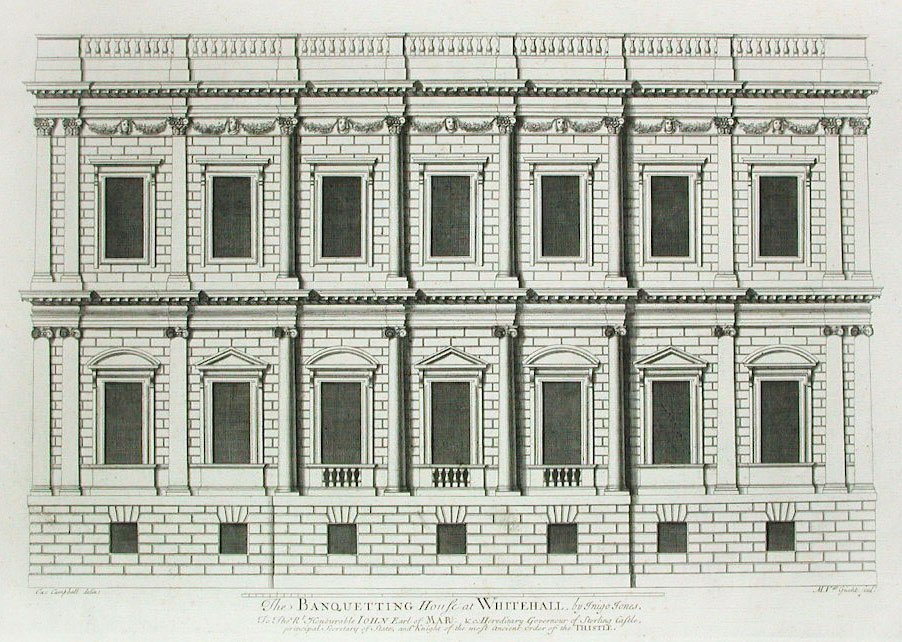
Proyecto de la fachada
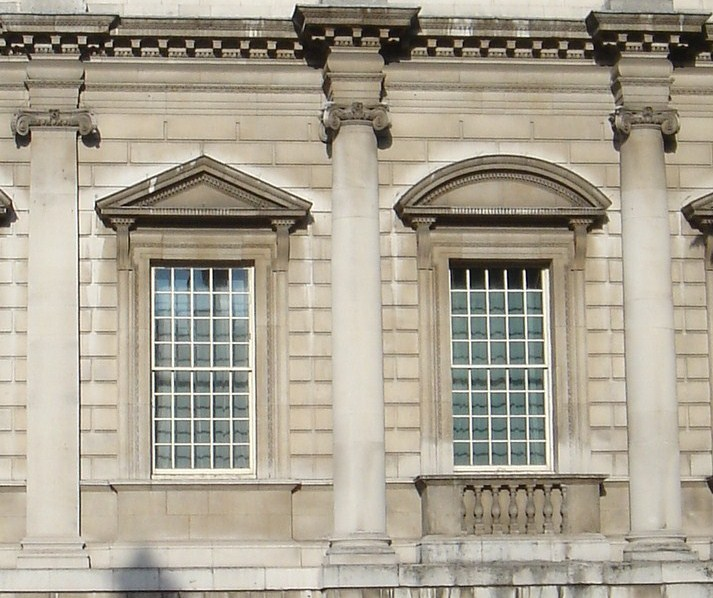
Detalle de la fachada
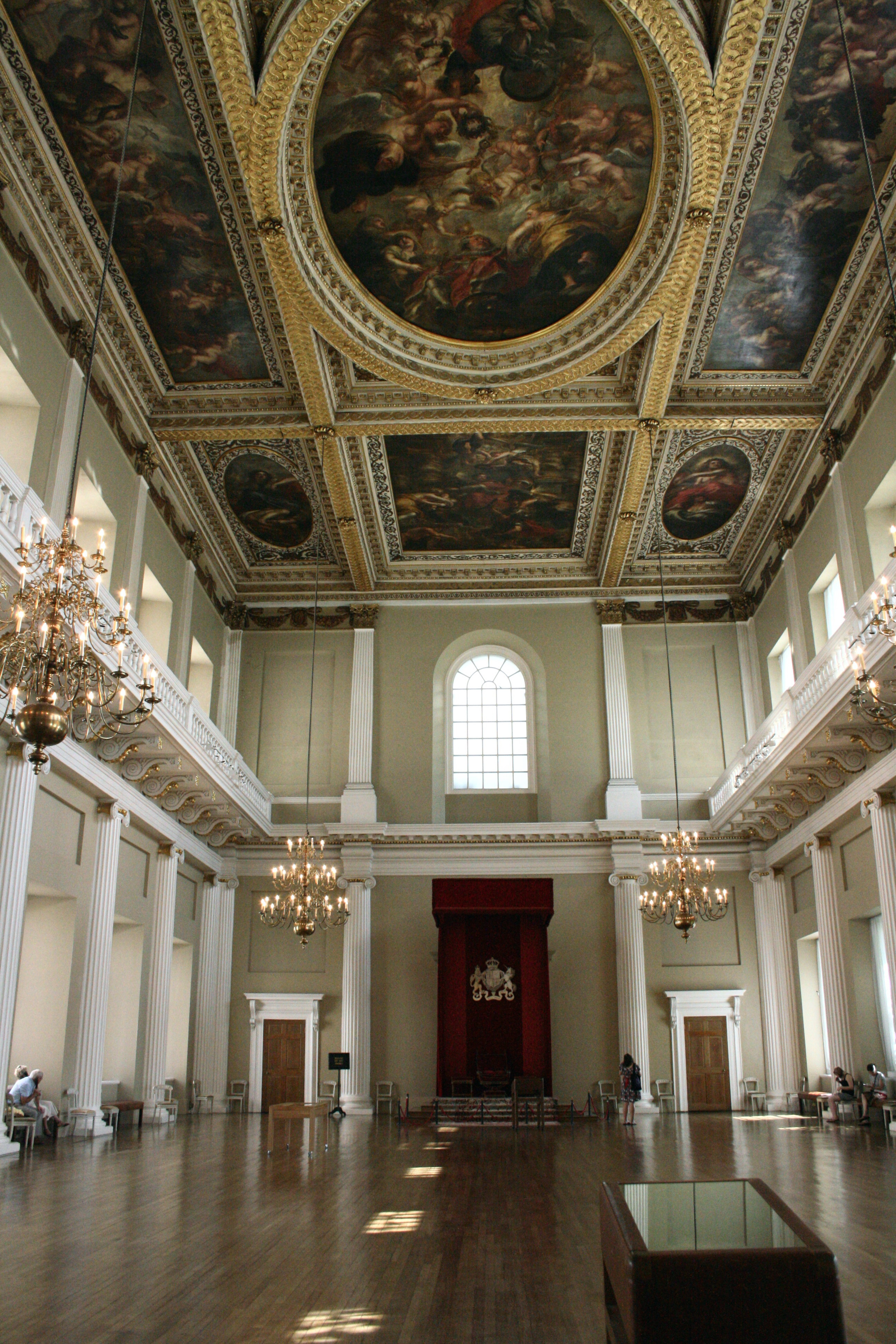
Interior mirando al sur
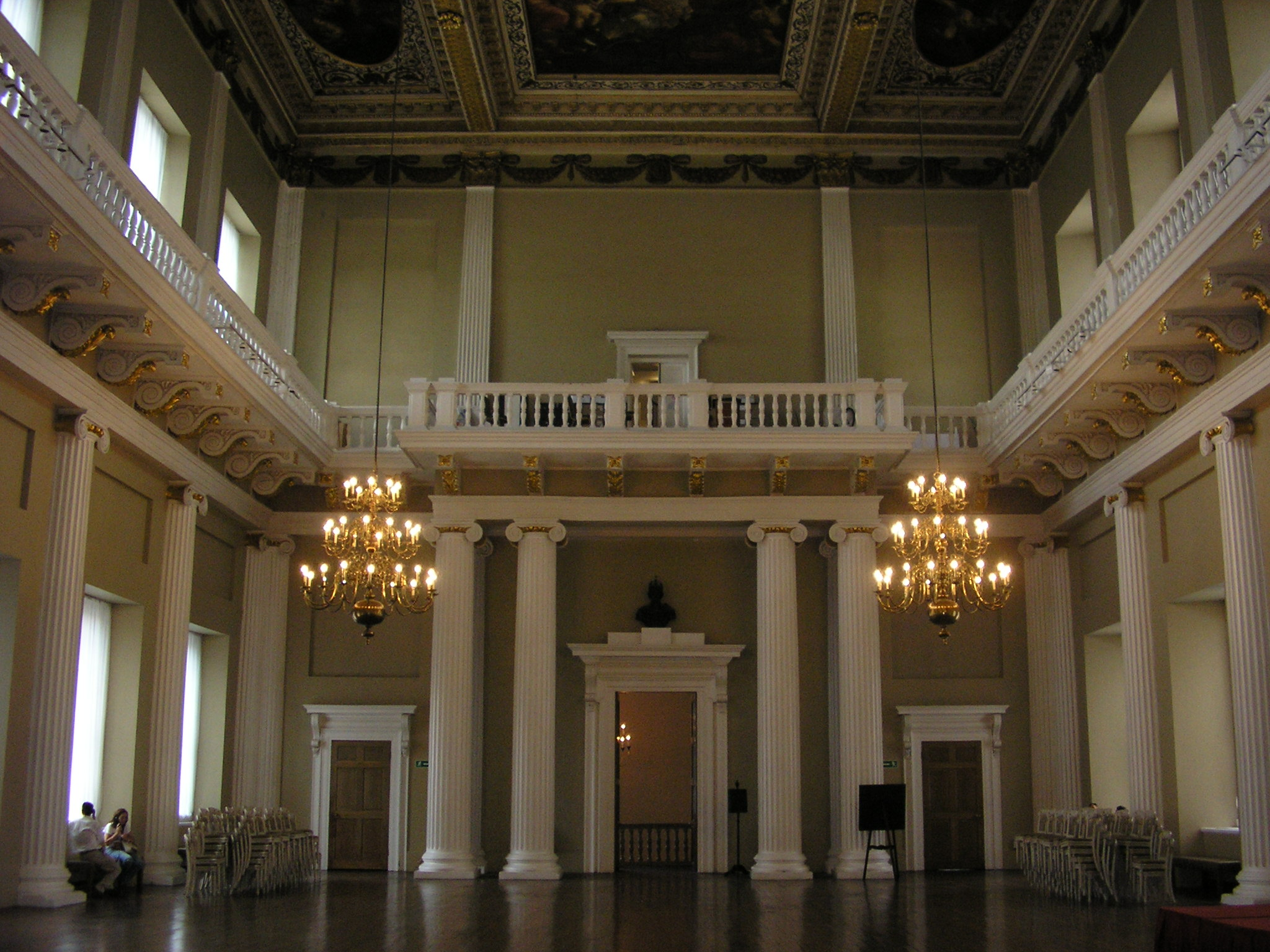
Interior mirando al norte
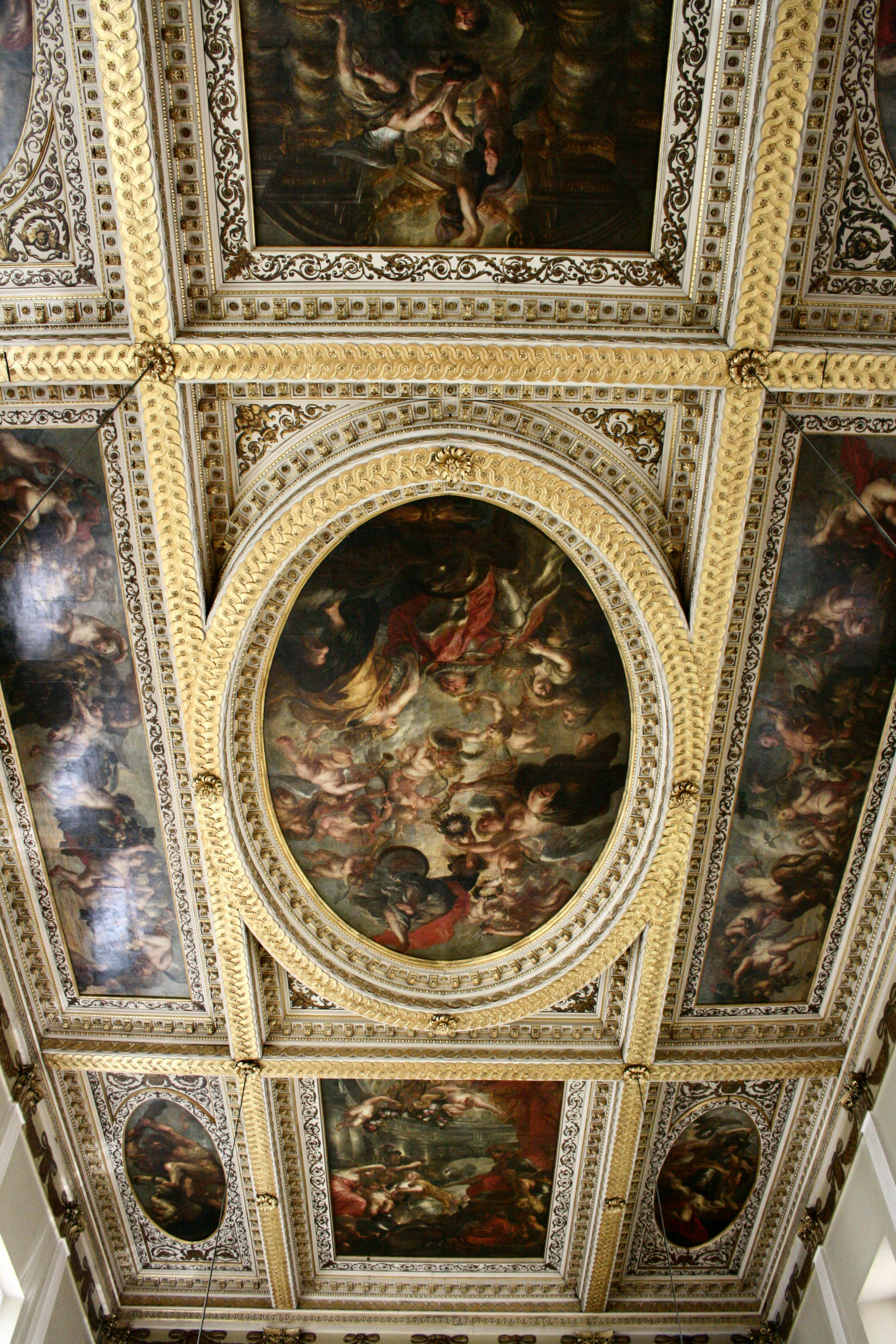
Techo con las pinturas de Rubens

Queen's House, Greenwich
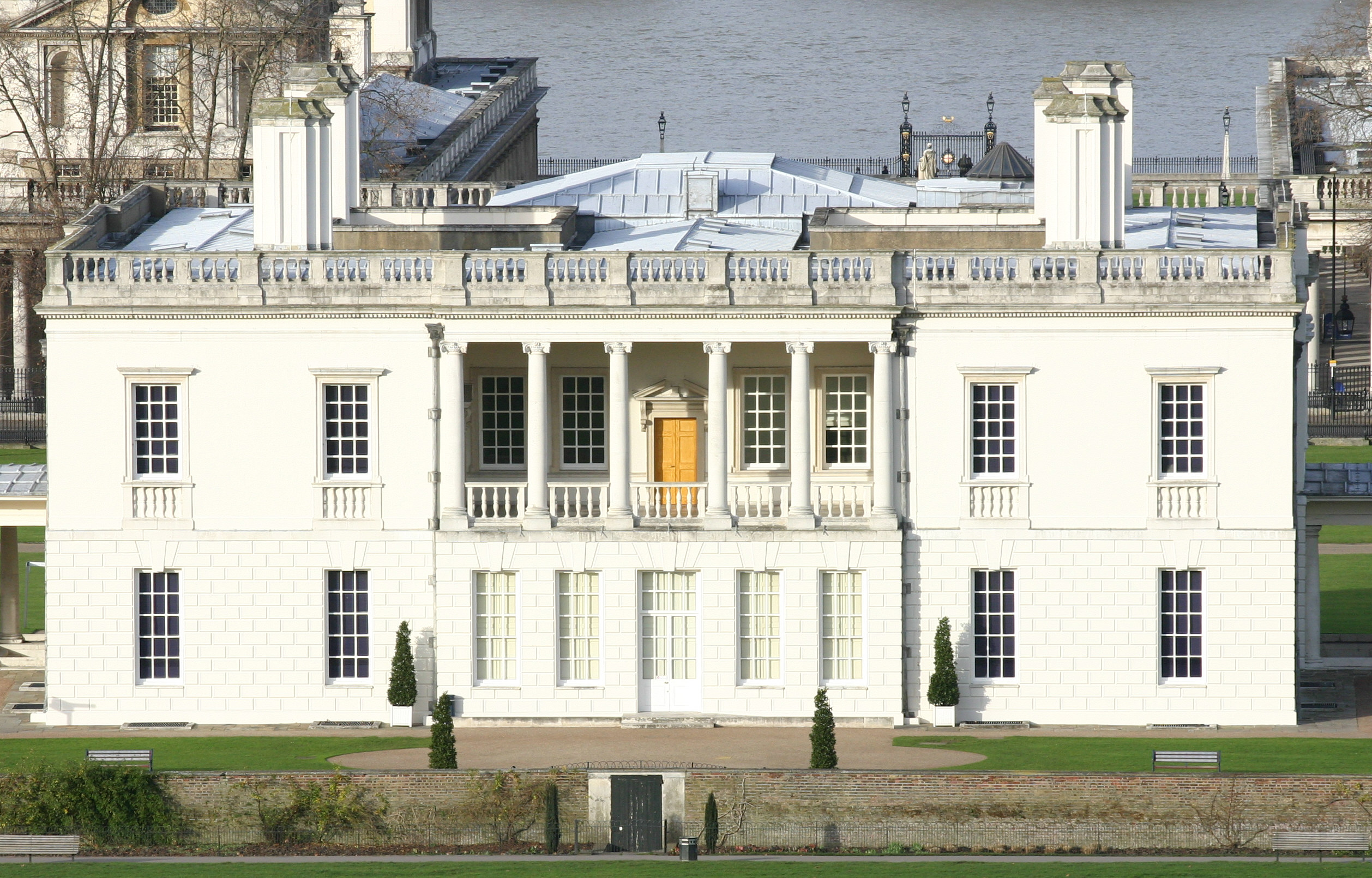
Fachada sur
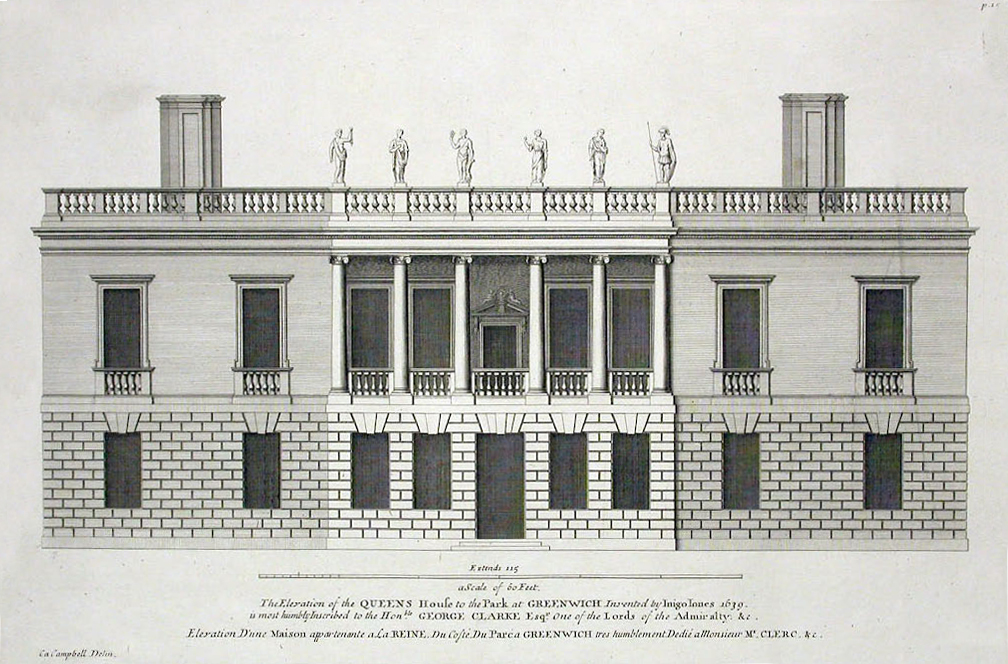
Fachada sur
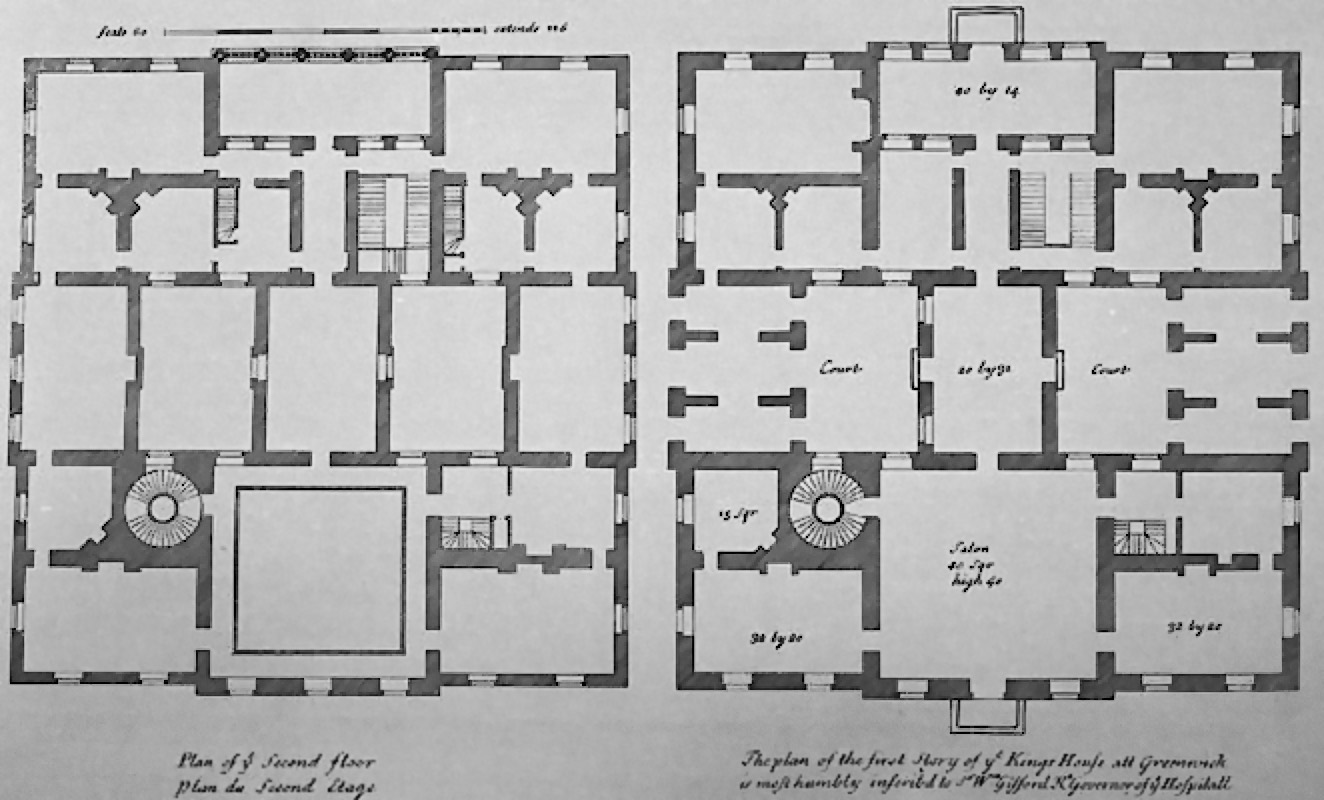
Planta
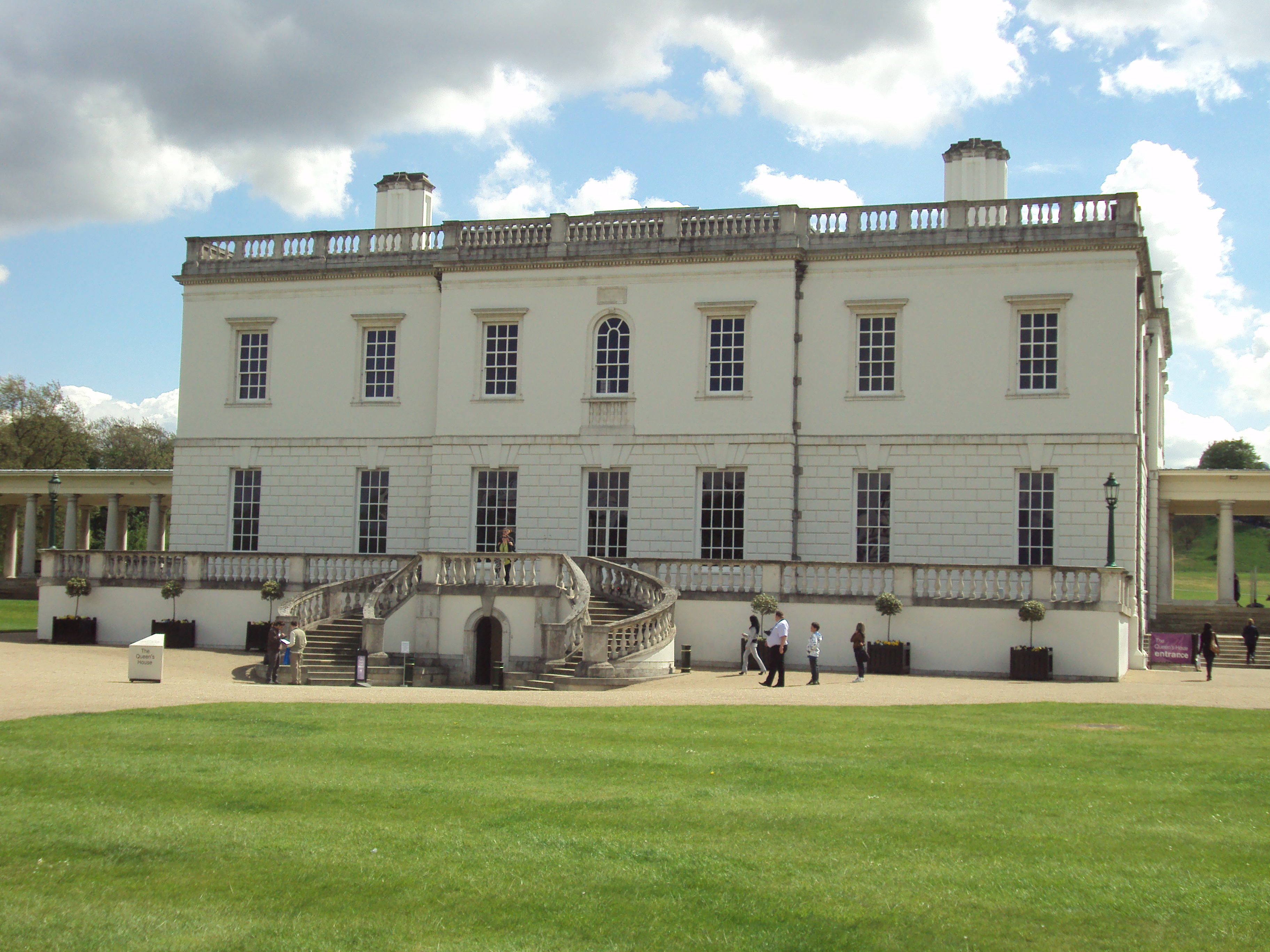
Fachada norte
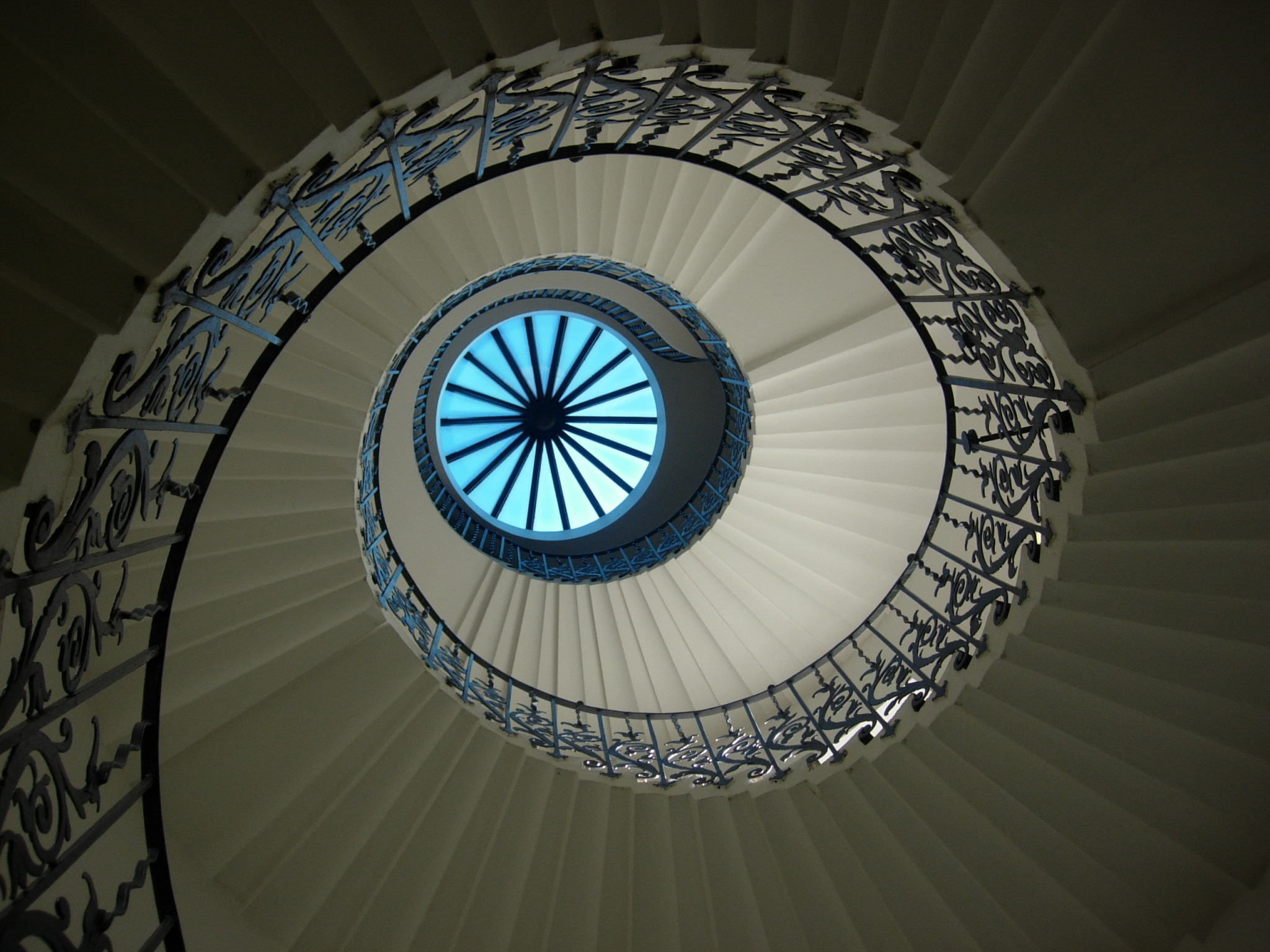
Tulip Stair

Otras obras
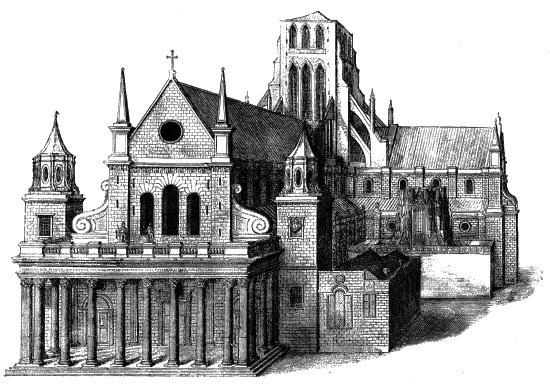
Fachada oeste, nave y transeptos, antigua catedral de san Pablo, rediseñada por Jones
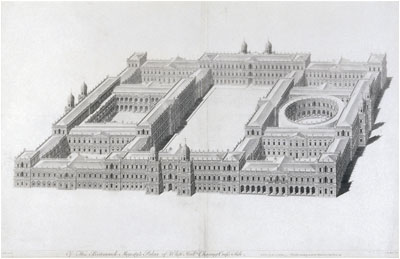
Proyecto para reconstruir Whitehall Palace
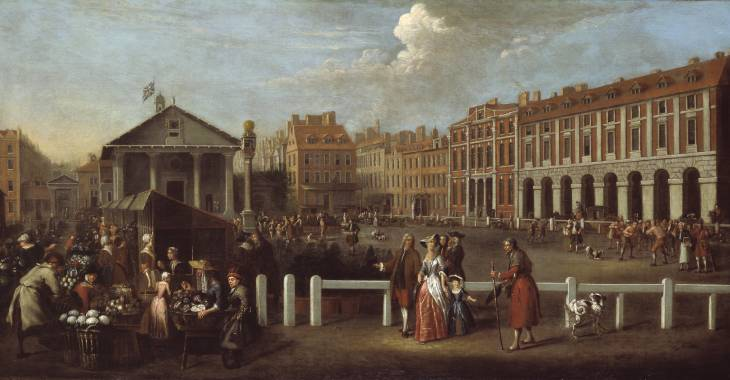
Covent Garden
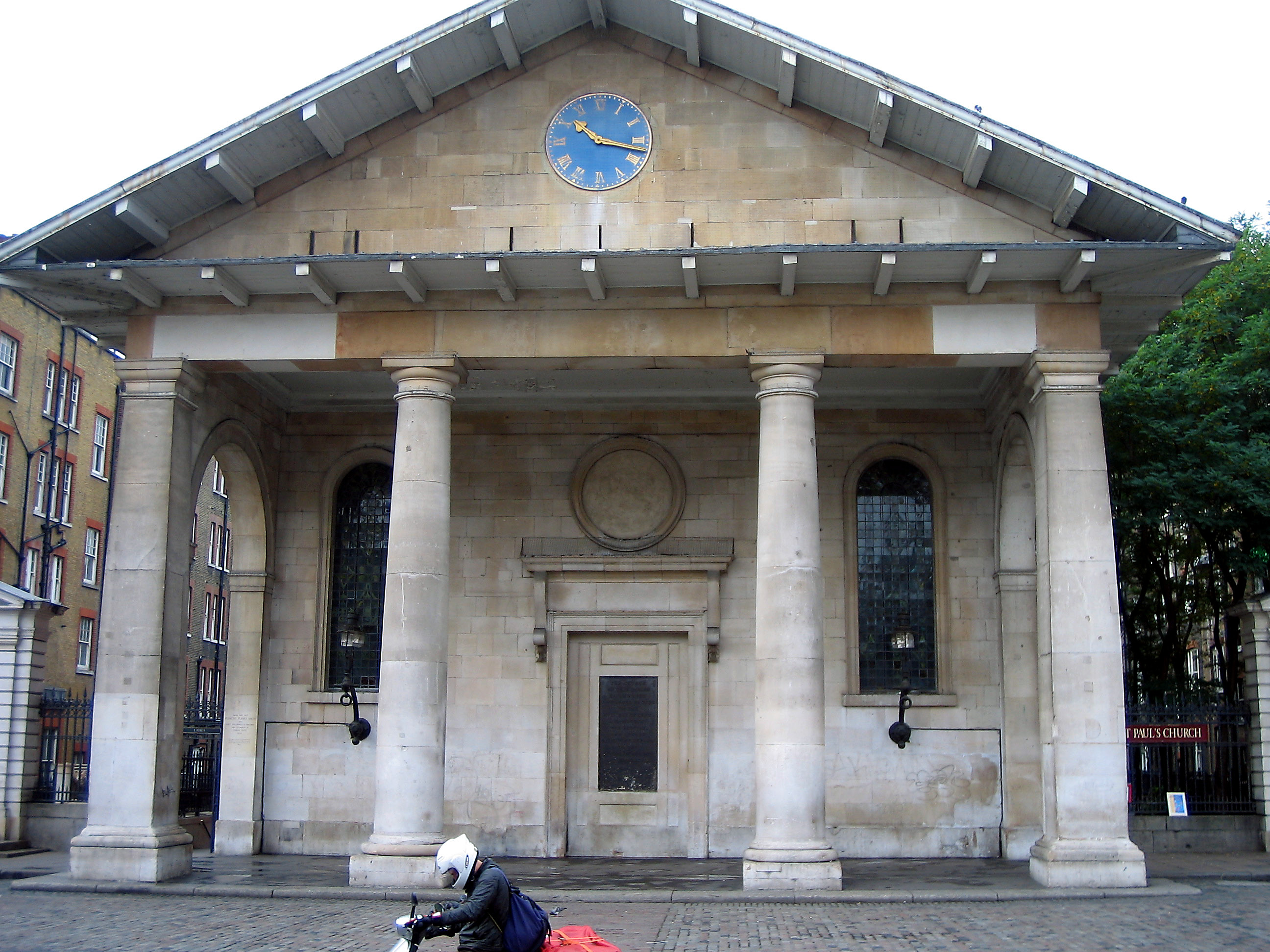
St. Paul's Covent Garden
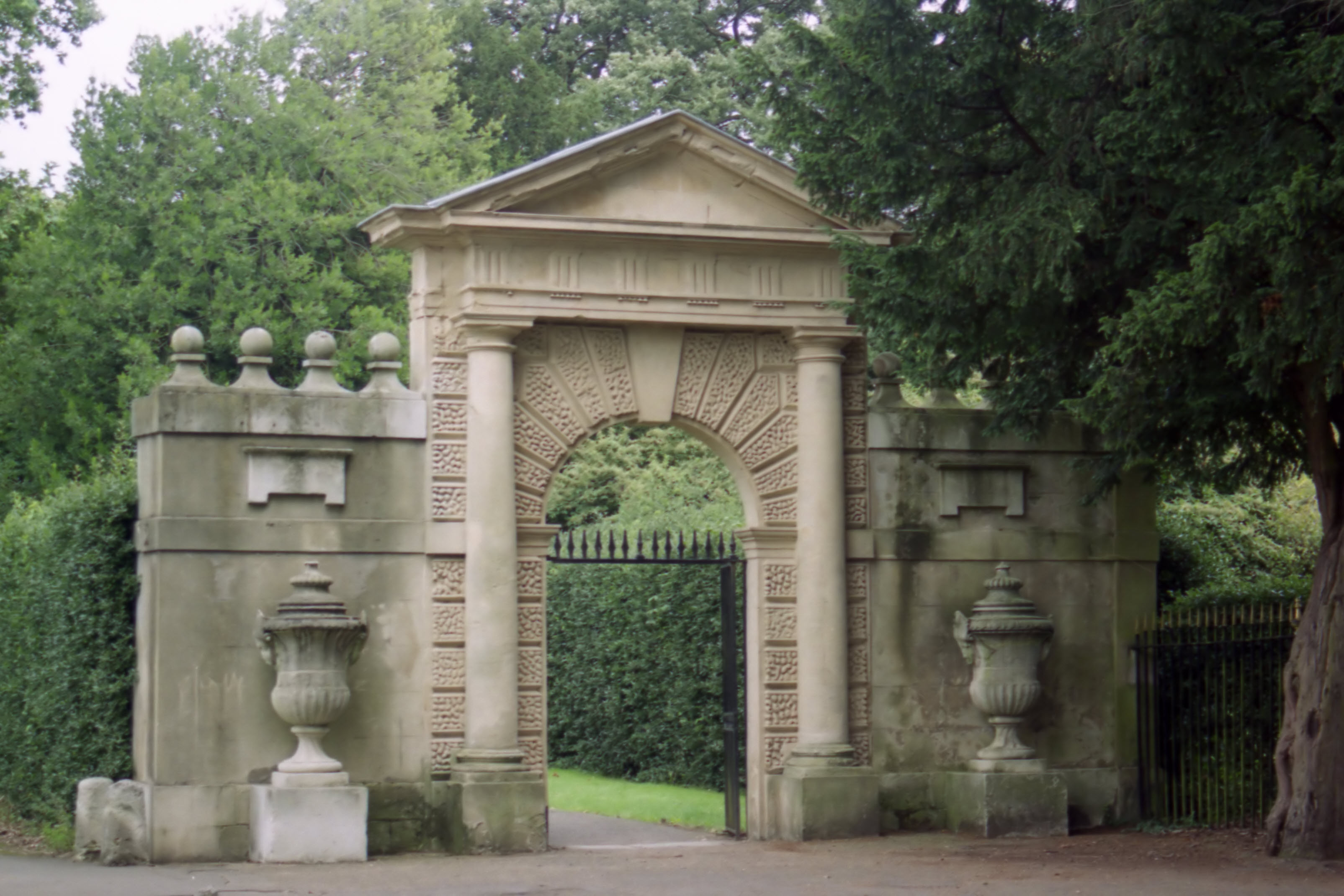
Puerta de Oatlands, ahora en la Chiswick House
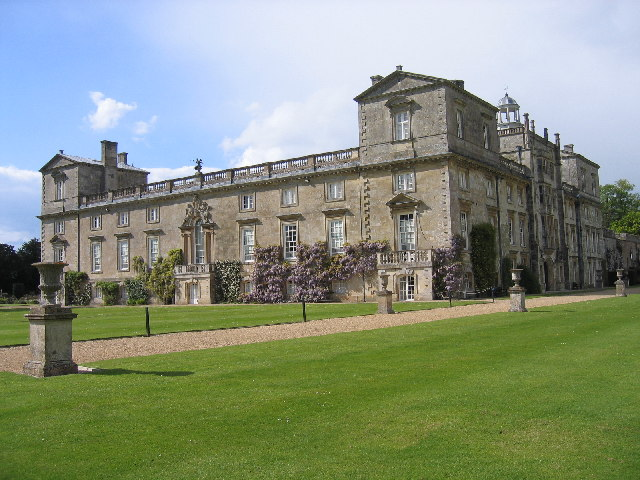
Wilton House, Wiltshire
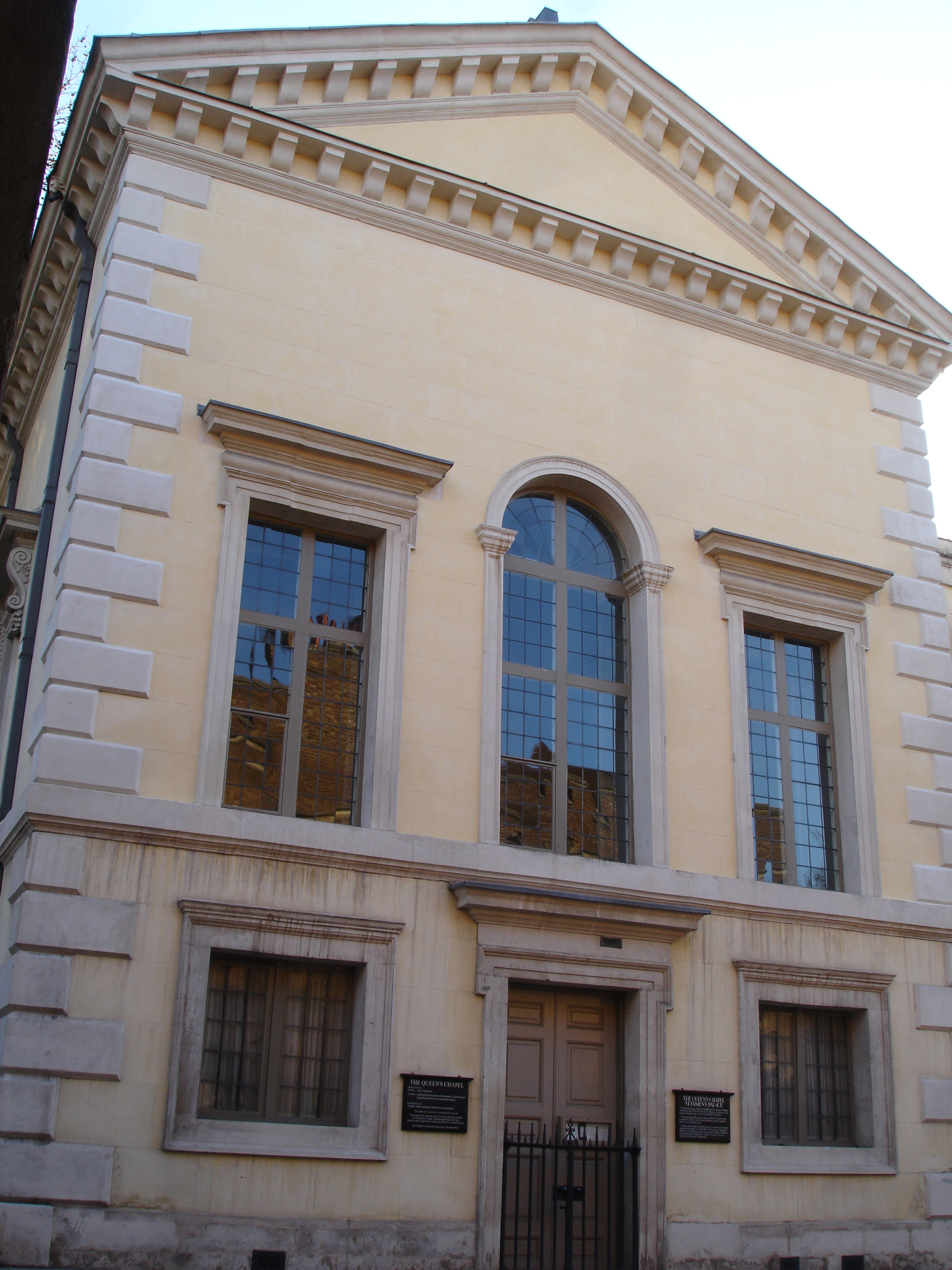
Queen's Chapel, en el palacio de St. James, Londres
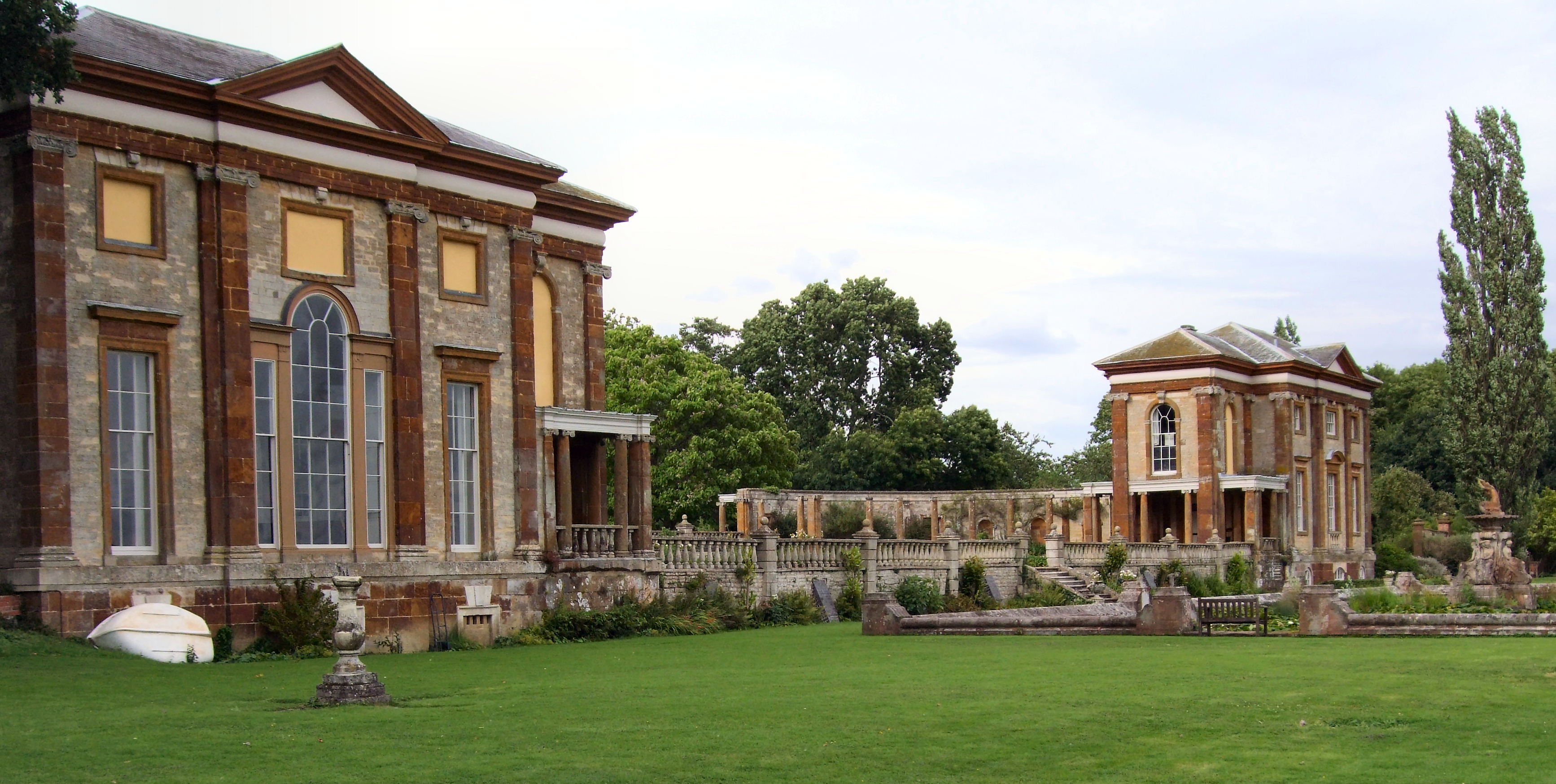
Stoke Park, atribuido